# EdgeRank
EdgeRank es el nombre que habitualmente se le da al algoritmo que Facebook usa para decidir qué artículos se muestran en el muro o News Feed de sus usuarios. Este sistema fue desarrollado e implementado por Serkan Piantino. En 2011 Facebook dejó de utilizar el nombre EdgeRank ya que su sistema evolucionó hacia un algoritmo más complejo basado en aprendizaje automático. Muchos de los valores que tiene en cuenta Facebook para ajustar los parámetros de su algoritmo no son públicos, aunque eventualmente se hacen públicas algunas de sus novedades más importantes.

## Fórmula y factores
En 2010 se presentó una versión simplificada del algoritmo EdgeRank que tenía en cuenta tres factores:
- Afinidad del usuario: La afinidad del usuario que tiene en cuenta el algoritmo de Facebook se basa en la relación entre el usuario y el contenido.
- Ponderación de contenido: Qué hizo el usuario con el contenido.
- Tiempo del contenido: Nuevo o antiguo. Los artículos nuevos tienden a posicionarse en un mejor lugar que los antiguos.

Los tres aspectos antes mencionados siguen siendo importantes pero actualmente hay otros igualmente relevantes. A partir de 2013 los ingenieros de Facebook han difundido que se utilizan más de 100.000 señales individuales para determinar si una publicación será mostrada en el muro de cada usuario. 
Algunos de los factores que influyen son la configuración de las relaciones de cada usuario con sus contactos, los tipos de contenidos que cada usuario tiende a preferir, la capacidad de los usuarios de ocultar o marcar como spam los contenidos, las interacciones con los anuncios publicitarios, las visualizaciones de otras timelines y los dispositivos utilizados.
Nuevos cambios son añadidos continuamente. Por ejemplo, en 2013 Facebook anunció que "empuja" hacia arriba en el News Feed las publicaciones que pueden ser relevantes para el usuario pero que éste no ha podido visualizar desde su última conexión (Story Bumping), y que toma en cuenta las últimas 50 interacciones del usuario (Last Actor). En 2016 se comenzó a dar mayor prioridad a las publicaciones de familiares y amigos, al tiempo de lectura y a la velocidad de conexión.